# Aksiom o vzporednici
Aksióm o vzporédnici (tudi postulát o vzporédnici in izrek o vzporednicah) je eden od temeljnih aksiomov evklidske geometrije.
V sodobni geometriji ima aksiom o vzporednici naslednjo formulacijo:
Skozi poljubno točko T poteka točno ena vzporednica k dani premici p.
Starejša formulacija:
Skozi poljubno točko T, ki ne leži na dani premici p, poteka točno ena vzporednica k premici p.
V moderni formulaciji izpuščamo dodatek, da T ne leži na p, ker v sodobni geometriji štejemo vsako premico za vzporedno samo sebi: če T leži na p, je pač ustrezna vzporednica kar premica p sama.
Aksiom o vzporednici v novejših aksiomatskih sistemih nadomešča starejši Evklidov postulat (tudi 5. postulat, ker je v Elementih naveden na petem mestu):
Če poljubni premici sekamo s tretjo premico (prečnico) in je vsota notranjih kotov eni strani prečnice manjša od dveh pravih kotov, potem se dani premici sekata na tej strani prečnice.
Aksiom o vzporednici ni povsem enakovreden Evklidovemu postulatu, vendar pa imata oba iste posledice za geometrijo. Iz enega pa tudi iz drugega sledi nekaj pomembnih izrekov, ki predstavljajo osnovo evklidske geometrije:
Vsota kotov v poljubnem trikotniku je vedno 180°.
Obstajajo trikotniki, ki imajo enake kote, a niso skladni (podobni trikotniki).
V pravokotnam trikotniku je vsota kvadratov katet enaka kvadratu hipotenuze (Pitagorov izrek).
Številni matematiki so si skoraj dve tisočletji zastavljali vprašanje, ali je aksiom o vzporednici neodvisen ali ga je mogoče izpeljati iz ostalih aksiomov (kar bi pomenilo, da ni aksiom, pač pa izrek). Vsi poskusi dokazati aksiom o vzporednici so ostali neuspešni, dali pa so nov zagon tistim, ki so si upali zastaviti vprašanje, kaj pa če aksiom o vzporednici ne drži. V 19. stoletju so najbolj drzni med njimi na podlagi negacije tega aksioma zgradili povsem nove geometrijske sisteme, ki jim pravimo neevklidske geometrije.